# Лісець-Новий
Лісець-Новий (пол. Lisiec Nowy) — село в Польщі, у гміні Старе Място Конінського повіту Великопольського воєводства.
Населення — 104 особи (2011).
У 1975-1998 роках село належало до Конінського воєводства.

## Демографія
Демографічна структура станом на 31 березня 2011 року:
|          | Загалом | Допрацездатний вік | Працездатний вік | Постпрацездатний вік |
| -------- | ------- | ------------------ | ---------------- | -------------------- |
| Чоловіки | 57      | 18                 | 34               | 5                    |
| Жінки    | 47      | 13                 | 26               | 8                    |
| Разом    | 104     | 31                 | 60               | 13                   |